# Ernst Appel
Ernst Appel (geboren am 1. April 1884 in Homburg vor der Höhe; gestorben am 9. Juni 1973 in St. Louis, Missouri, USA) war ein deutscher Rabbiner in Bingen am Rhein und Dortmund. Nach seiner Emigration im Jahr 1937 in die Vereinigten Staaten war er zudem bis 1969 als Rabbiner in Jackson, Tennessee, aktiv.

## Leben
Ernst Appel war der Sohn des Rabbiners Meier Appel und seiner Ehefrau Anna, geborene Willstätter, Tochter des Rabbiners Benjamin Willstätter.
Appel besuchte die  Lemle-Moses-Klaus in Mannheim. Im Jahre 1902 bestand er das Abitur am Großherzoglichen Gymnasium Karlsruhe. 1902 studierte er am Jüdisch-Theologischen Seminar in Breslau und an der Universität Breslau, 1904 an der Hochschule für die Wissenschaft des Judentums und an der Friedrich-Wilhelms-Universität in Berlin und wurde 1904 in München für seine Arbeit Exegetisch-kritische Beiträge zu Corrippus mit besonderer Berücksichtigung des vulgären Elements der Sprache zum Dr. phil. promoviert. Seine Semicha legte er 1910/11 ab und wurde anschließend als Rabbiner nach Bingen am Rhein berufen.
1918 heiratete er seine Frau Marta, geborene Insel, und hatte mit dieser zwei Töchter.
1927 wurde er Rabbiner in Dortmund, wo er im Herbst des Jahres 1935 sein 25-jähriges Amtsjubiläums beging. Von 1929 bis 1937 gab er am dortigen Bismarck-Realgymnasium jüdischen Religionsunterricht. Er war Mitherausgeber des Jüdischen Gemeindeblatts für Dortmund und Umgebung und betreute gemeinsam mit seiner Frau die Gemeindemitglieder. Während der Zeit des Nationalsozialismus befand er sich unter ständiger Bewachung der Geheimen Staatspolizei (Gestapo) und wurde zunehmend unter Druck gesetzt. Im April 1937 wurde er gemeinsam mit seiner Frau bei der Auflösung des Unabhängigen Ordens Bne Briss, deren Vorsitzende sie waren, verhaftet und anschließend wieder freigelassen. Im Mai des Jahres floh die Familie über Holland zu Verwandten in die Vereinigten Staaten, nachdem er lange gezögert hatte, „seine Gemeinde in dieser Zeit der Not und Bedrängung zurückzulassen“. Ernst Appel amtierte bis 1969 als Rabbiner in Jackson (Tennessee) und starb 1973, seine Frau starb 1980 in Kalifornien.